# Łubieński

Familiewapen

Łubieński is een oud-adellijk geslacht uit Polen.

## Geschiedenis
De familie ontleent haar naam aan het plaatsje Łubna bij Sieradz. Nazaat Matthias Łubieński (1572-1652) was aartsbisschop van Gniezno en primaat van Polen. In 1798 werd minister Feliks Łubieński (1758-1848) verheven tot Pruisisch graaf; in 1844 volgde voor hem Russische erkenning als graaf.

## Enkele telgen
Feliks graaf Łubieński (1758-1848), minister
- Franz Xaver graaf Łubieński (5 januari 1784-1826), keizerlijk Frans gardekapitein, chevalier de l'Empire
  - Kasimir graaf Łubieński (1800/1801-1870), Pools officier
    - Franz graaf Łubieński (1834-1891), keizerlijk Russisch kamerheer
      - Leon graaf Łubieński (1863-1944), Pools senator

  - Seweryn graaf Łubieński (1811-1855)
    - Jozef graaf Łubieński  (1841-1892)
      - Thadeusz graaf Łubieński (1872-1942)
        - Konstanty graaf Łubieński (1910-1977), Pools econoom
          - Tomasz Łubieński (1938), journalist, schrijver en dramaturg
- Tomasz Andrzej Adam graaf Łubieński (1784-1870), generaal-majoor
  - Napoleon Leon graaf Łubieński (1812-1860), bibliofiel
- Henryk graaf Łubieński (1793-1883), staatsraad en vicepresident van de Poolse Nationale Bank

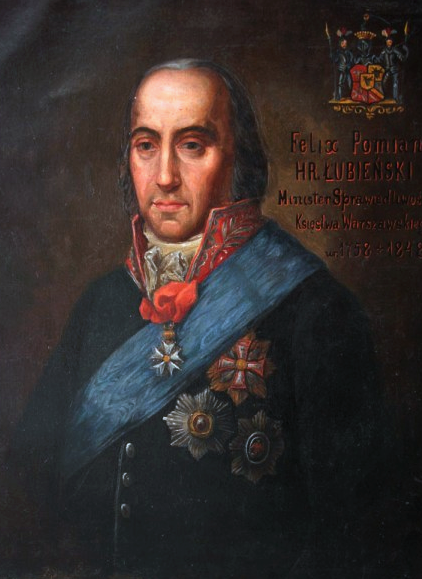
Feliks Łubieński (1758-1848)
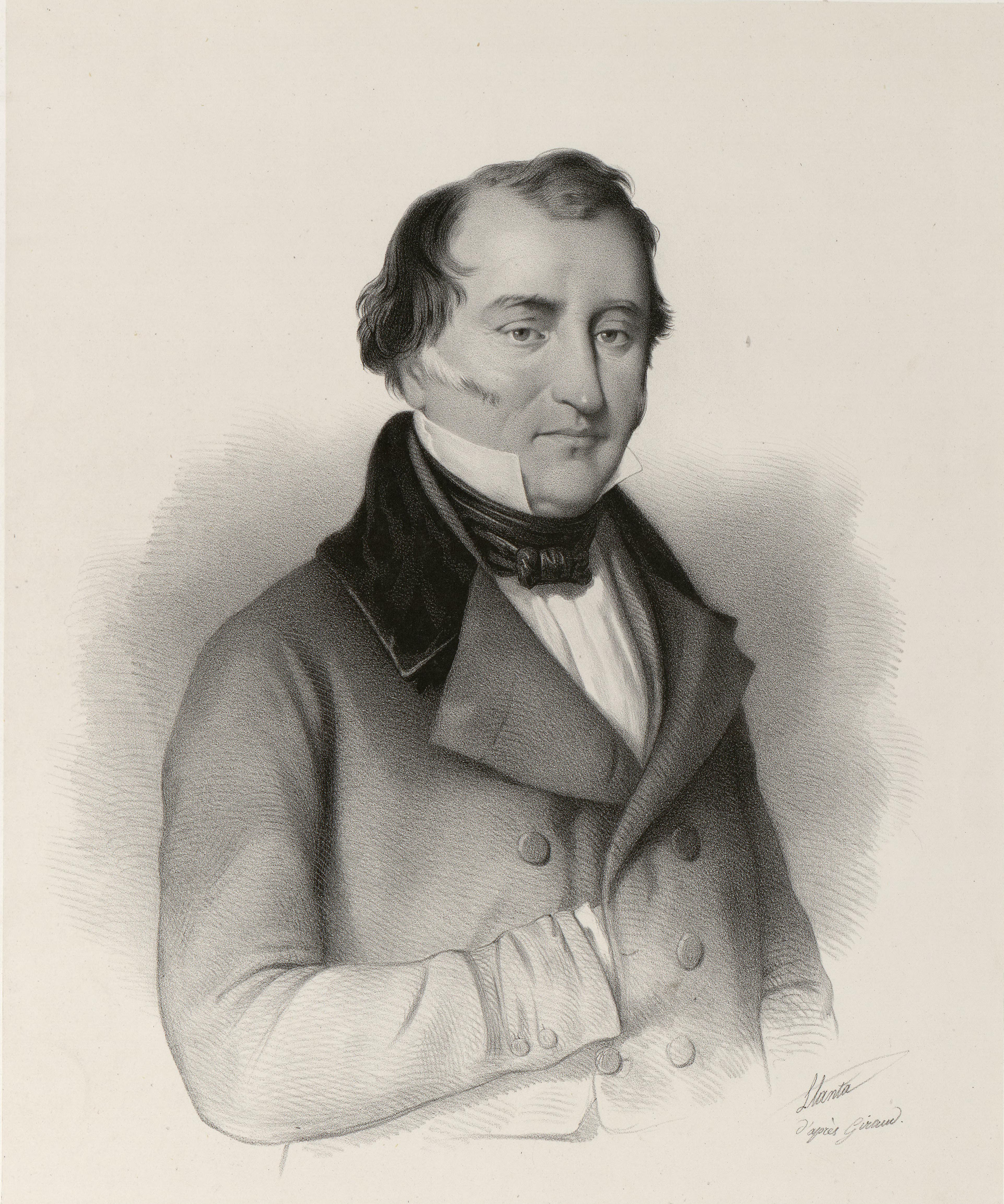
Tomasz Łubieński (1784-1870)
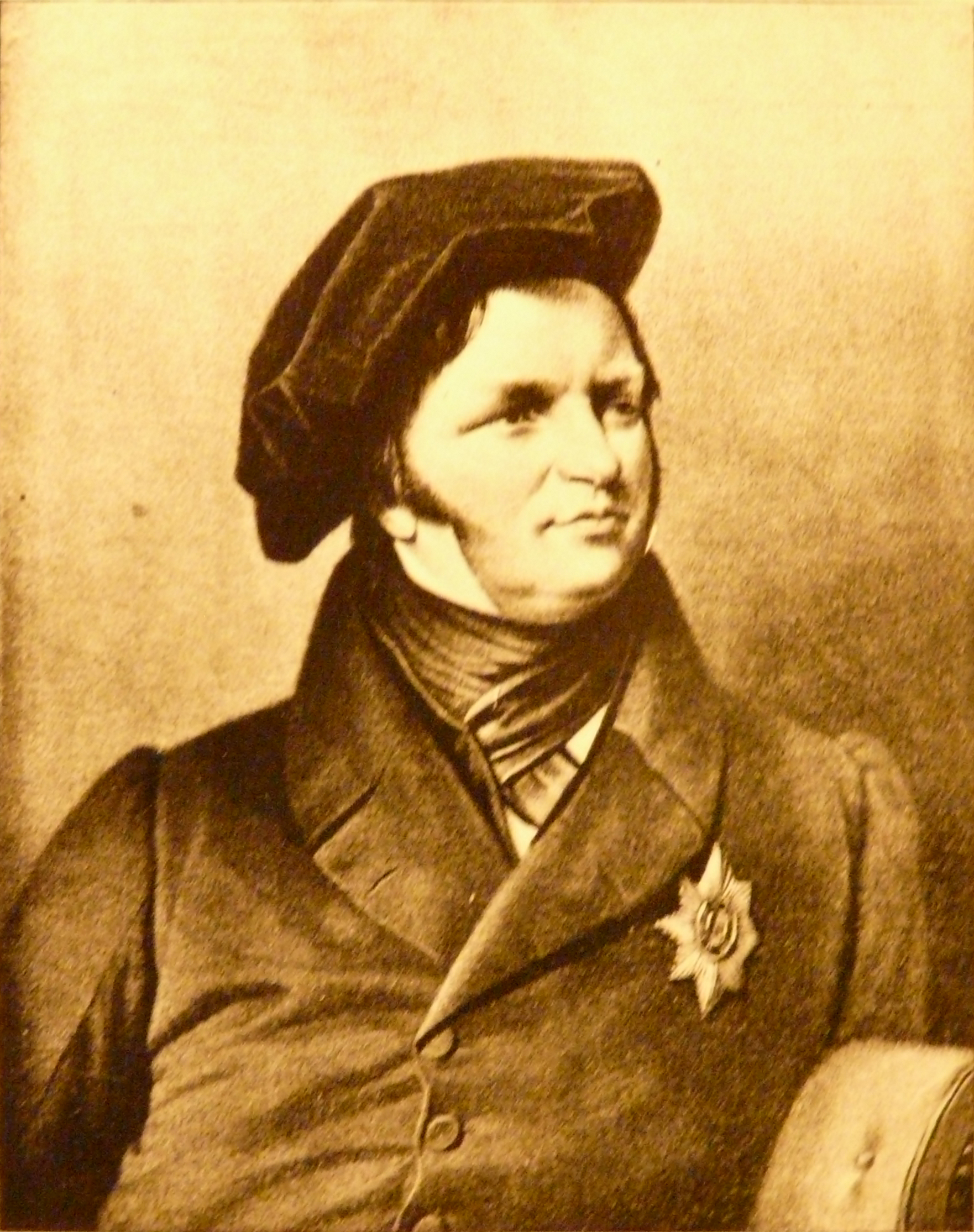
Henryk Łubieński (1793-1883)
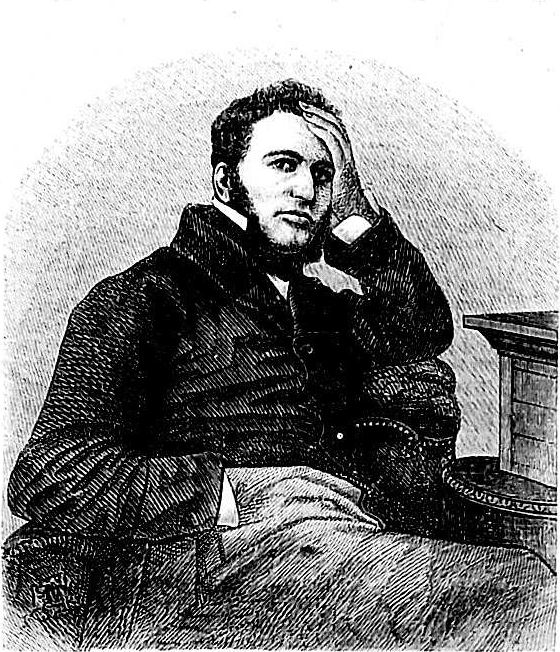
Napoleon Leon Łubieński (1812-1860)
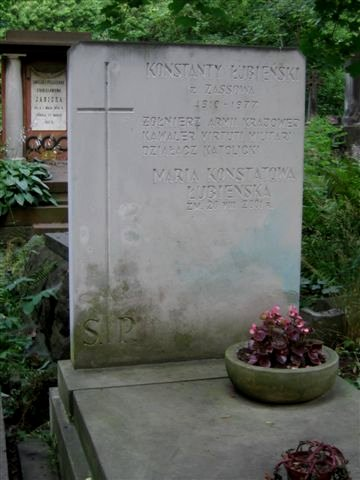
Graf van Konstanty Łubieński (1910-1977)
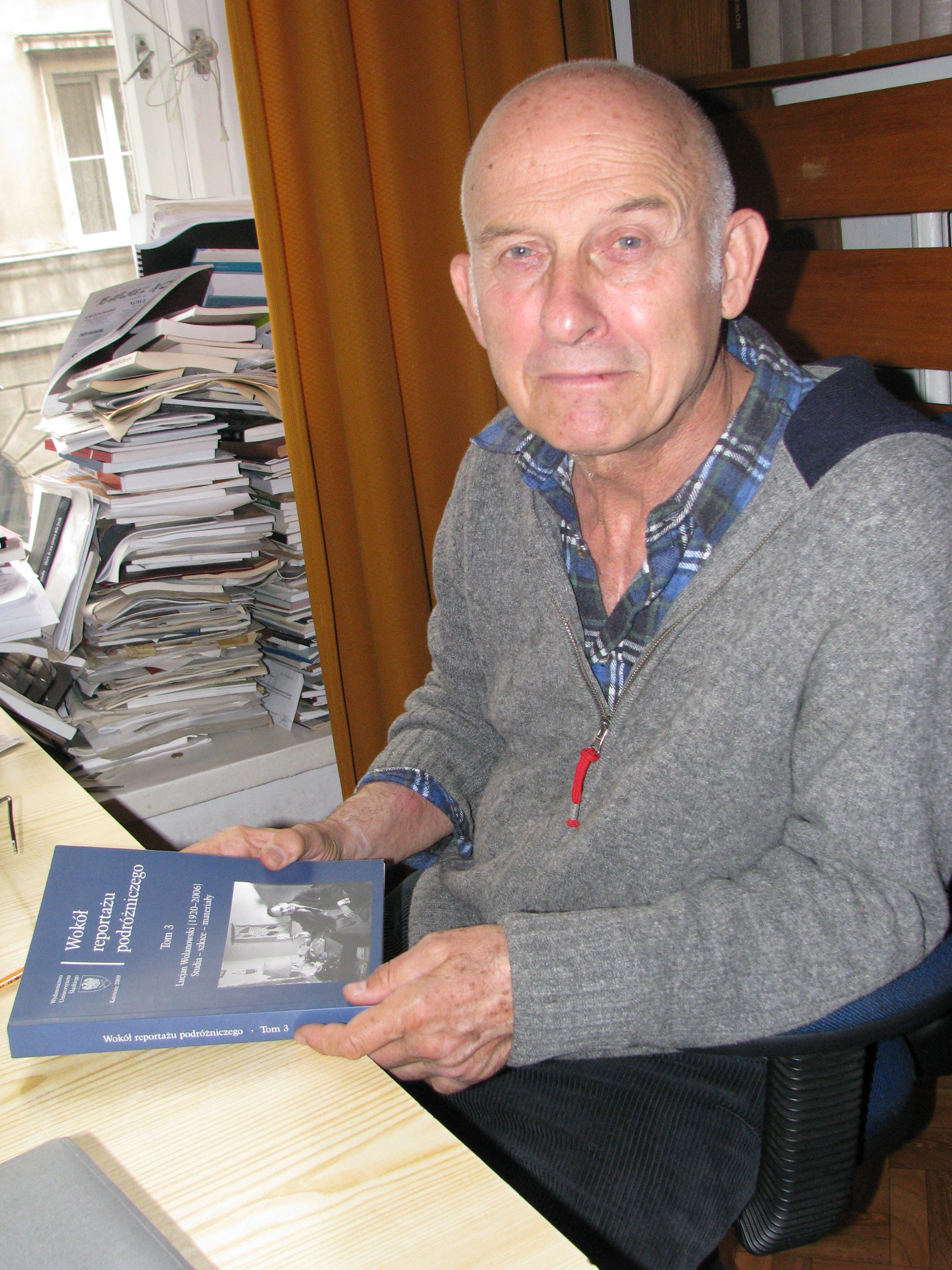
Tomasz Łubieński (1938)